# Muraena robusta
Muraena robusta (лат.) — вид лучепёрых рыб из семейства муреновых. Морские придонные рыбы. Распространены в Атлантическом океане. Максимальная длина тела 150 см.

## Описание
Тело удлинённое, мускулистое, умеренно сжатое с боков, без чешуи. Голова с несколько приподнятой затылочной областью. Трубчатая задняя ноздря расположена над передним краем глаза, примерно одинаковой длины с передней ноздрёй. Челюсти не изогнуты дугой, смыкаются полностью или с небольшим зазором; при закрытом рте зубы не видны. Края зубов на обеих челюстях без зазубрин, зубы расположены в один ряд. Спинной и анальный плавники слиты с хвостовым и покрыты толстой кожей. Спинной плавник начинается на голове перед начальными порами боковой линии. Грудные и брюшные плавники отсутствуют. Позвонков 151—158.
Тело от серого или тёмно-серого до коричневатого цвета, более тёмное и контрастное в хвостовой части. По телу (начиная за жаберными отверстиями) разбросаны коричневато-оранжевые пятна неправильных размеров. Голова светло-серая или коричневая с более тёмным сетчатым узором. В области жаберного отверстия хорошо заметно тёмно-коричневое или чёрное пятно. Задние края плавников светлые. У свежевыловленных образцов ротовая полость и горло от ярко- до грязно-золотистого цвета. Молодые особи в целом светлее с более контрастными пятнами. Крупные особи намного темнее, пятна видны только на хвостовой части тела, тёмные пятна вокруг жаберного отверстия всегда заметны.
Максимальная длина тела 150 см, обычно до 100 см.

## Ареал и места обитания
Распространены в Атлантическом океане. Восточная Атлантика: от Мавритании до Анголы, включая Кабо-Верде и острова Гвинейского залива. В западной Атлантике от Северной Каролины до Колумбии, включая юго-восточную Флориду и Карибское море. Обитают на скалистых и коралловых рифах на глубине от 0 до 70 м. Питаются мелкими рыбами и ракообразными.